# نقره فراموش‌شده
نقره فراموش‌شده (به انگلیسی: Forgotten Silver) فیلمی ۵۳ دقیقه‌ای به کارگردانی پیتر جکسون با بازی پیتر جکسون محصول کشور نیوزیلند است.